# Dióptrica
Dióptrica é o ramo da óptica que lida com a refração, da mesma forma que o ramo que lida com espelhos é conhecido como catóptrica. A dióptrica é o estudo da refração da luz, especialmente por lentes. Telescópios que usam uma objetiva, que é uma lente convexa, para produzir as imagens são chamados de "telescópios dióptricos".[carece de fontes?]
Um dos primeiros estudos de dióptrica foi conduzido por Ptolomeu em relação ao olho humano, bem como a refração em meios como a água. A compreensão dos princípios da dioptria foi posteriormente expandida por Alhazen, considerado o pai da ótica moderna.[carece de fontes?]